# Film, da te kap 3
Film, da te kap 3 (v izvirniku angleško Scary Movie 3) je ameriška znanstveno fantastična komična grozljivka iz leta 2003, ki parodira predvsem grozljivke in znanstveno fantastične filme. Je tretji film v filmski seriji Film, da te kap (Scary Movie), in prvi, ki ga je režiral David Zucker.
V filmu igrata Anna Faris in Regina Hall, ki igrata Cindy Campbell in Brendo Meeks. Novi igralci v filmu so Charlie Sheen, Simon Rex, Anthony Anderson, Kevin Hart in Leslie Nielsen.
Film, da te kap 3 je prvi film iz filmske serije, katerega ni režirala družina Wayans. Torej likov Shorty Meeks in Ray Wilkins, katera sta igrala Shawn Wayans in Marlon Wayan, se v filmu ne pojavita in nista niti omenjena.
Film predvsem vsebinsko parodira Krog (The Ring), Znamenja (Signs), Matrica (Matrix), Matrica Reloaded (Matrix Reloaded) in 8 milj (8 mile).
Film, da te kap 3 je prejel mešane odzive kritik, ki so pohvalili humor v filmu, vendar so kritizirali veliko drugih stvari, kot na primer igranje in vsebino. Film je zaslužil 220,673,217$ po vsem svetu. To je bil zadnji film iz filmske serije, ki ga je izdal Disneyev filmski studio Miramax Films. Potem ko je znamka Dimension Films zapustila Disney, je Film, da te kap 4 (Scary Movie 4) postal prvi film izdan s strani The Weinstein Company. Film je bil s strani Teen Choice Awards 2004 imenovan v kategoriji Filmi katere vaši starši ne bi želeli videti.

## Vsebina
Katie (Jenny McCarthy) in Becca (Pamela Anderson) govorita o kaseti za katero Katie misli, da gre za pornografsko kaseto, vendar ji Becca pove, da je to prekleta kaseta (Krog). Po nekaj čudnih dogodkih obe umreta. Medtem na kmetiji blizu Washingtona, kmečki vdovec Tom Logan (Charlie Sheen) in njegov neroden brat George (Simon Rex) odkrijeta žitni krog s sporočilom ''napadite tukaj'' (Znamenja).
Medtem (deset let po dogodkih v drugem filmu) Cindy Campbell (Anna Faris), zdaj blond televizijska napovedovalka, poroča o žitnih krogih po poročilih. Potem odide v šolo po svojega nečaka,kjer je njegova učiteljica Cindyina najboljša prijateljica Brenda Meeks (Regina Hall). George Logan takrat pride po svojo nečakinjo Sue in Cindy se vanj zaljubi. George povabi Cindy in Brendo na tekmovanje v rapu, kjer nastopa s svojima prijateljema Mahalikom (Anthony Anderson) in CJem (Kevin Hart) (8 milj). George se pomeri in izkaže se da je zelo talentiran, vendar ga zaradi nenamenskega rasističnega obnašanja vržejo ven. 
Kasneje Brenda prosi Cindy, da bi ji delala družbo, ker je pogledala prekleto videokaseto. Po nekaj ponorčevanjih iz Cindy (kri iz nosu, goreča roka itd.), odide po pokovko v dnevno sobo, ko se naenkrat prižge televizor. Brenda je ne more ugasniti in iz vodnjaka ter televizorja pride Tabitha (Marny Eng). Brenda se spopade z njo, vendar jo Tabitha ubije, medtem ko Cindy ignorira Brendine klice na pomoč. George izve za Brendino smrt, Tom pa se pogovori s Sayamanom, ki je odgovoren za nesrečo v kateri je umrla Tomova žena Annie (Denise Richards).
Med Brendinim pogrebom, jo skušata George in Mahalik zaradi nesporazuma oživeti, vendar razneseta njeno truplo, zato ju vržejo ven. Kasneje si Cindy ogleda videokaseto in prejme klic, da bo umrla čez sedem dni. Na pomoč pokliče Georga, Mahalika in CJa. CJ jo pošlje do svoje tete Shaneeque. Teta Shaneequa (Queen Latifah) se skupaj z njenim možem (Eddie Griffin) strinja, da si skupaj ogledajo kaseto. Shaneequa na videoposnetku najde skrito podobo svetilnika in se stepe s Tabithino mamo. Cidny se odloči poiskati svetilnik in ko se vrne domov najde Codya, ki si ogleda kaseto.
V službi Cindy najde svetilnik iz kasete. Da bi rešila Codya, iz obupa skuša opozoriti vse ostale pred kaseto, vendar jo prekine njen šef. Loganovi vidijo sporočilo in ga vzamejo zelo resno, saj je Tom videl vesoljca oblečenega v Michaela Jacksona (Edward Moss). Kmetijo se odloči osebno obiskati tudi predsednik Baxter Harris (Leslie Nielsen), da bi raziskal žitne kroge. Cindy obišče svetilnik, kjer spozna Arhitekta (George Carlin), ki ji pove, da je Tabitha njegova zlobna posvojena hči, katero je njegova žena utopila v vodnjaku neke kmetije, še preden so vedeli da je Tabitha svojo zlo prenesla na kaseto. Na žalost je on kaseto ponesreči vrnil v videoteko in tako razširil zlo. Ko ga Cindy vpraša o vesoljcih, ji on pove da jih je Tabitha poklicala, da bi uničili človeško vrsto. 
Ko se Cindy vrne domov ugotovi, da je njena televizijska postaja predvajala prekleto videokaseto nekaj ur in da so po svetu opažali vesoljce. Ker Codya ni doma ga Cindy najde na Loganovi kmetiji. Tom vsem ukaže naj ostanejo v kleti, medtem ko bodo on, George in Mahalik odšli v boj proti vesoljcem. Za vesoljce (glas jim je posodil Tom Kenny) se izkaže, da so prijazni in da so prišli uničit Tabitho, saj so tudi oni videli smrtonosni videoposnetek. 
V kleti Cindy ugotovi, da je pod tlemi vodnjak v katerem je bila Tabitha utopljena. Tabitha se naenkrat tam pojavi in se spopade z Cindy. Tabitha vzame Codya za talca, zato jo Cindy in George prepričata, da lahko postane član njihove družine. Tako spusti Codya, vendar spet postane zlobna. V tem trenutku jo ponesreči v vodnjak potisne predsednik Harris. Cindy in George se poročita in odideta na medene tedne. V zadnjem trenutku opazita, da sta pozabila na Codya, katerega skoraj povozita. Cody si oddahne vendar ga povozi drug avtomobil.

## Igralci
- Anna Faris kot Cindy Campbell
- Simon Rex kot George Logan
- Regina Hall kot Brenda Meeks
- Charlie Sheen kot Tom Logan
- Leslie Nielsen kot predsednik Harris
- Queen Latifah kot teta Shaneequa/Orakelj
- Anthony Anderson kot Mahalik Phifer
- Kevin Hart kot CJ Iz
- Camryn Manheim kot Trooper Champlin
- George Carlin kot Arhitekt
- Eddie Griffin kot Orpheus
- Pamela Anderson kot Becca Kotler
- Jenny McCarthy kot Katie Embry

- Drew Mikuska kot Cody Keller
- Denise Richards kot Annie Logan
- D. L. Hughley kot John Wilson
- Ja Rule kot agent Thompson
- Darrell Hammond kot oče Muldoon
- Jeremy Piven kot Ross Giggins
- Simon Cowell kot on sam
- Marny Eng kot Tabitha
- Edward Moss kot MJ vesoljec
- Ajay Naidu kot Sayaman
- Tom Kenny kot vesoljec
- Jianna Ballard kot Sue Logan

### Raperji v filmu
Kot v ''tekmovanju v rapu'', se nekaj pravih raperjev pojavi v obračunu proti nezemljanom, kjer pobijejo same sebe.
- Master P
- RZA
- Raekwon
- Method Man
- Redman
- Macy Gray
- U-God
- Fat Joe